# 杂黑斑园蛛
杂黑斑园蛛（学名：Araneus variegatus）为园蛛科园蛛属的动物。分布于日本、朝鲜以及中国大陆的辽宁、吉林、山东、河南、四川等地，常栖息于旱地、果园及墙角栅栏，包括山林及玉米等旱地。该物种的模式产地在日本。